# Смит, Эмма Элизабет
Э́мма Эли́забет Смит (англ. Emma Elizabeth Smith; ок. 1843 — 4 апреля 1888) — лондонская проститутка, известная как первая жертва убийств в Уайтчепеле и предполагаемая жертва Джека-потрошителя.
Смит, сорокапятилетняя вдова, последние месяцы жизни провела в ночлежке в Спитлфилдзе — в самом сердце трущоб Уайтчепела, где процветали крайняя нищета, бродяжничество, пьянство и повальная проституция. 2 апреля Эмма Элизабет, занимавшаяся проституцией, по обыкновению покинула ночлежку около семи часов вечера в поисках клиентов. Смит возвращалась домой примерно в половине второго ночи 3 апреля, когда на неё напали трое мужчин, избившие и ограбившие её. Спустя несколько часов Эмма Элизабет добралась до дома, где смотрительница ночлежки приняла решение отправить Смит в госпиталь. В госпитале жертву нападения осмотрел хирург, пришедший к выводу, что, помимо прочего, у Смит была повреждена брюшина, вследствие чего у неё развился перитонит, от которого Эмма Элизабет умерла в девять часов утра 4 апреля.
Расследование было начато 7 апреля, поскольку полиции о случившемся сообщили только днём ранее. Делом занимался коронер восточного Мидлсекса Уинн Эдвин Бакстер, который также расследовал гибель шести следующих жертв. 7 апреля полиция посетила госпиталь и пришла к выводу, что смерть Эммы Элизабет наступила в результате «умышленного убийства». Дальнейшее расследование показало лишь, что на Смит было совершено нападение лицом или группой лиц, приведшее к смерти. Виновные так и не были найдены, как не было произведено ни одного ареста. Позднее дело было передано в руки инспектора Службы столичной полиции Эдмунда Рида, служившего в отделе H Уайтчепела. Один из детективов из того же отдела, Уолтер Дью, считал, что Эмма Элизабет стала первой жертвой знаменитого убийцы Джека-потрошителя, хотя достоверных доказательств этому нет. Вероятнее всего, Смит стала жертвой одной из банд, действовавших на территории Уайтчепела и в его окрестностях.

## Биография
О жизни Смит известно крайне мало. Многие полицейские документы, собранные в ходе расследования, были утеряны. Известно, что она родилась приблизительно в 1843 году, поскольку на момент смерти ей было 45 лет; имела рост 5 футов 2 дюйма (около 157—158 см), светло-каштановые волосы, светлый цвет лица и шрам на правом виске. Эмма Элизабет утверждала, что была деревенской девушкой и, по-видимому, не бывала дома уже около десяти или более лет. В сохранившихся записях инспектор Эдмунд Рид, расследовавший дело Смит, писал, что она была вдовой и у неё были сын и дочь, проживавшие в районе парка Финсбери. Сама Смит последние восемнадцать месяцев жизни снимала за 4 пенни койку в ночлежке на Джордж-стрит, 18, в Спитлфилдзе — в самом сердце трущоб Уайтчепела, где процветали крайняя нищета, бродяжничество, пьянство и повальная проституция.
Другие постояльцы дома отмечали, что Смит покидала ночлежку примерно в шесть или семь часов вечера и возвращалась в разное время — обычно пьяная. Очевидно, алкоголизм плохо отражался на поведении Эммы Элизабет: смотрительница ночлежки на Джордж-стрит, 18, миссис Мэри Рассел говорила, что знала Смит около двух лет, и та, когда выпивала, вела себя как безумная; кроме того, по словам Рассел, Эмма Элизабет часто возвращалась домой с синяками под глазами, которыми её награждали клиенты, а однажды даже заявила, что её выбросили из окна.
Детектив Уолтер Дью позднее писал в автобиографии о Смит: «Эмма, женщина немного за сорок, имела некую загадку. Её прошлое было закрытой книгой даже для самых близких друзей. Всё, что она когда-либо рассказывала о себе, было то, что она была вдовой, которая более десяти лет назад потеряла мужа и отказалась от всех своих прежних привязанностей. В Эмме Смит было что-то такое, что предполагало, что было время, когда она жила комфортной жизнью. В манере речи ощущалась некая культура, непривычная для её класса. Когда Эмму спросили однажды, почему она полностью отказалась от своей старой жизни, она ответила с лёгкой задумчивостью: „Сейчас они понимают не больше, чем понимали тогда. Я должна как-то жить“».

### Обстоятельства смерти
Понедельник 2 апреля 1888 года был днём банковских каникул; в этот день около семи часов вечера Смит покинула свою комнату на Джордж-стрит и провела большую часть вечера в районе Уайтчепел-Хай-стрит и к востоку от неё в поисках клиентов. Через пятнадцать минут после полуночи 3 апреля (день Пасхи) Смит видела ещё одна квартирантка с Джордж-стрит — Мэри Хейс (Маргарет Хеймс): со слов Хейс, на углу Фэрренс-стрит и Бардетт-роуд в районе Лаймхаус Эмма Элизабет говорила с мужчиной среднего роста, одетым в тёмный костюм с белым шёлковым шейным платком. В дальнейшем мужчина, с которым Смит видела Хейс, не рассматривался как подозреваемый и не считался причастным к последующим событиями, произошедшим с Эммой Элизабет 3 апреля. Примечательно, что за несколько минут до того, как увидеть Смит с тем мужчиной, сама Мэри Хейс подверглась нападению: двое мужчин остановили её, а когда один из них спросил у неё, сколько времени, другой ударил Хейс по лицу, после чего оба сбежали. После этого Хейс и увидела Смит с мужчиной, выходящих из района, где «была какая-то тяжёлая работа в ту ночь». Мэри также сообщила следствию, что на Эмму Элизабет уже совершалось нападение: незадолго до Рождества 1887 года несколько мужчин избили её, и она провела две недели в лазарете.
Дальнейшие события были установлены со слов самой Смит. Она возвращалась домой примерно в половине второго ночи и только миновала церковь Святой Марии в Уайтчепеле, когда заметила, что ей навстречу идут трое мужчин. Чтобы избежать встречи с ними, Эмма Элизабет перешла через дорогу в надежде, что мужчины последуют своим путём. Однако те направились за ней и напротив дома № 10 по Брик-лейн примерно в трёхстах ярдах от Джордж-стрит, 18, напали на Смит, ограбили и избили её. Между двумя и тремя часами утра Эмма Элизабет добралась до своей ночлежки; в то же время, в отчётах следствия говорится о том, что Смит добралась до ночлежки только между четырьмя и пятью часами утра, что могло говорить о тяжести ран, из-за которых женщина преодолевала 300 ярдов несколько часов. В ночлежке Эмма Элизабет столкнулась с двумя квартирантками, Мэри Хейс и Энни Ли, а также смотрительницей Мэри Рассел. Ли и Рассел видели, что лицо Смит кровоточит, а правое ухо отрезано. Смит также пожаловалась на боль в нижней части живота, и смотрительница ночлежки Мэри Рассел приняла решение вместе с Энни Ли сопроводить Эмму Элизабет в лондонский госпиталь на Уайтчепел-роуд, примерно в полумиле от ночлежки. По сообщениям свидетелей, Эмма Элизабет с неохотой отправилась в больницу, поскольку, как и местные жители, боялась её. Интерн госпиталя Фредерик Треверс, работавший в нём в 1888 году, так говорил об этом: «Больница в дни, о которых мы говорим, была анафемой. Бедняки ненавидели её. Они боялись её. Они рассматривали её прежде всего как место, где люди умирали. Сложно было заставить пациента войти в палату. Они боялись операций, по ясной причине, потому что операция была делом сомнительным. На слуху были истории, которые случались в больнице, и нельзя было утверждать, что некоторые из этих историй не были правдой».
Женщины успели пройти полмили до больницы, когда Смит указала на место, близкое к какао-фабрике Taylor Brothers Mustard and Cocoa Mill, где на неё было совершено нападение. Мэри Рассел сказала полиции, что Смит, похоже, не хотела вдаваться в подробности; Рассел считала, что происходило это от того, что Эмма Элизабет испытывала сильную боль, но инспектор Эдмунд Рид в своём докладе отметил, что «она миновала бы нескольких постовых по дороге [в ночлежку], но никто [из постовых] не был проинформирован об инциденте и не получил просьбу о помощи». Возможно, нежелание привлекать полицию у Смит возникло из-за того, что она знала нападавших и знала, что ей отомстят, если она сообщат что-либо полиции. Однако Эмма Элизабет рассказала о том, что на неё напали трое мужчин, младшему из которых было всего около 18-19 лет.
В госпитале Смит осмотрел хирург Джордж Хэслип, пришедший к выводу, что, помимо прочих травм, у жертвы нападения была повреждена брюшина, вследствие того, что во время избиения в её влагалище был вставлен тупой предмет, предположительно палка. Врач предположил, что Смит была пьяна, однако это было не так, и Эмма Элизабет вполне понимала, что происходит. Смит была оказана медицинская помощь, однако лечение не помогало: у Эммы Элизабет развился перитонит, она впала в кому и затем умерла в девять часов утра в среду 4 апреля 1888 года.

### Расследование
Расследование было начато 7 апреля, поскольку полиции о случившемся сообщили только днём ранее. Делом занимался коронер восточного Мидлсекса Уинн Эдвин Бакстер, который также расследовал гибель шести следующих жертв; в помощь ему был выделен местный инспектор полиции Джон Уэст. 7 апреля полиция посетила госпиталь и пришла к выводу, что смерть Эммы Элизабет наступила в результате «умышленного убийства». Позднее дело было передано в руки инспектора Службы столичной полиции Эдмунда Рида, служившего в отделе H Уайтчепела. Он отмечал, что одежда на жертве была настолько грязной и рваной, что невозможно было определить, являлось ли это следствием нападения. Дальнейшее расследование показало лишь, что на Смит было совершено нападение лицом или группой лиц, приведшее к смерти. Виновные так и не были найдены, как не было произведено ни одного ареста. Уолтер Дью, детектив-констебль из того же отдела, что и Рид, позднее так описывал расследование: «Как и во всех случаях убийства в этой стране, какими бы бедными и беспомощными ни были жертвы, полиция прилагает все усилия для того, чтобы отследить нападавшего на Эмму Смит. В поисках улик были осмотрены все возможные и невозможные места. Сотни людей были опрошены. Были допрошены солдаты из лондонского Тауэра [служившие при отделе H], патрулировавшие улицы. Были обысканы корабли в доках и опрошены матросы».
Из всех следователей, причастных к делу Джека-потрошителя, только Уолтер Дью считал, что Эмма Элизабет была жертвой Уайтчепельского маньяка; в автобиографии Дью писал: «Я всегда считал, что Эмма Смит была первой, кто встретил смерть от руки Джека-потрошителя». Однако воспоминания Дью о некоторых деталях происшествия со Смит были неверны, и совершенно ясно, что Эмма Элизабет стала жертвой жестокого нападения нескольких мужчин — предположительно банды, занимавшейся ограблениями на Олд-Николь-стрит. Проститутки часто находились под властью банд, и Смит могла быть атакована её сутенёрами в качестве наказания за неподчинение им или же в качестве запугивания с их стороны. Однако именно убийство Смит положило начало полицейскому досье «Убийства белых» — делу, которое оставалось открытым вплоть до завершения расследования убийства Фрэнсис Коулз в феврале 1891 года. Дело объединяло убийства, приписываемые Джеку-потрошителю, но не все убийства были делом его рук; кроме того, существуют разногласия по поводу того, какие именно преступления были совершены Потрошителем. Тем не менее, Эмма Элизабет Смит была явно жертвой жестокого нападения — одного из нескольких, произошедших той ночью на улицах города. Следствие пришло к выводу, что убийство Эммы Элизабет Смит вряд ли было связано с последующими.
Была опрошена Мэри Хейс о нападении на неё в ту же ночь, и полиция предположила, что и Хейс, и Смит столкнулись с бандами, хотя ни один полицейский, похоже, не упоминал об активности банд в это время. Более того, ни один из постовых в этом районе не слышал и не видел ничего, и на улицах говорили, что в то время было тихо. Некоторые из банд обосновались в Уайтчепеле, но промышляли карманными кражами в других районах. Были также боевые банды, такие как «Зелёные ворота», которые были вовлечены в беспорядки в Бетнал-Грин в конце 1881 года и в 1882 году забившие до смерти Фредерика Уилмора. Ещё одной бандой была банда с Олд-Николь-стрит, которую подозревали в причастности к убийству Эммы Элизабет и которая происходила из узкого круга людей, насчитывавшего около 6000 человек, которые жили в убогой местности, ограниченной Хай-стрит, Шорсдич, Хакни-Роуд на севере и Спиталфилдзом на юге. Это было место с ужасной репутацией, хотя несколько неясно, насколько эта репутация была заслужена и сколько сведений о ней было получено из трудов Артура Моррисона, который назвал район «Яго», и преподобного Осборна Джея, который был источником большей части информации Моррисона и изображён в знаменитом романе Моррисона «Ребёнок Яго» под именем отца Стюрта. Возможно, Моррисон преувеличивал, но район этот считался местом крайних лишений. Банда с Олд-Николь-стрит промышляла как сутенёрством и уличным грабежом, так и рэкетирством и вымогательством; хулиганы и головорезы, они долгие годы доминировали в Ист-Энде.
Неясно, была ли Эмма Элизабет Смит жертвой банды. Её желание пересечь дорогу, чтобы избежать нападения, может указывать на то, что она знала, кто те трое мужчин, или они просто могли показаться ей угрожающими. Её молчание о нападавших, возможно, было вызвано страхом возмездия или же тем фактом, что она не обратила внимания на внешность мужчин во время нападения. Скорее всего, Эмма Элизабет просто оказалась в неправильном месте в неподходящее время.

## В культуре
Эмма Смит появляется в двухсерийном документальном проекте 2011 года «Джек-потрошитель: Завершённая история»; роль исполнила Кэтрин Лоури.

## Комментарии
1. ↑  Хотя в газетах сообщалось, что Смит была вдовой, из лондонского госпиталя поступали заявления о том, что она была замужем и работала подёнщицей[5].
2. ↑  Дью не был знаком с Эммой Элизабет и получал информацию из вторых рук. Многое в его записях ошибочно: так, хотя он сообщает много точных сведений, таких как местоположение нападения, он неправильно говорит, что люди нашли её там же лежащей без сознания и истекающей кровью — это невозможно, поскольку Смит достигла ночлежки в течение часа или чуть более после нападения[8].
3. ↑  Высказывалось предположение, что в действительности эта история имеет отношение к Фейри Фэй — другой предполагаемой жертве Джека-потрошителя. Теренс Робинсон, писавший для Reynolds News 29 октября 1950 года, даёт это имя женщине, которая якобы была убита 26 декабря 1887 года, но не было найдено никаких свидетельств, доказывающих эту историю[12].
4. ↑  Некоторые источники указывают, что Смит сказала, что место, где на неё напали, находилось прямо напротив фабрики[14].
5. ↑  Банда получила название от одноимённой дороги[26].
6. ↑  Артур Моррисон был журналистом из Ист-Энда, автором «Повести гнусных улиц» (1894), которые вдохновили преподобного Джея связаться с писателем и сказать, что район Ол-Николь-стрит был более грубым, тяготы большими, чем в Ист-Энде[27].
7. ↑  Преподобный Артур Осборн Джей (1867—1945) был викарием церкви Святой Троицы с 1886 по 1921 год. Англиканин, он начал своё служение на чердаке над конюшней, а затем проповедовал во множестве других помещений, будь то комната в клубе или жилой дом. Он был экстраординарным публицистом, которому удавалось дружить со своими прихожанами, в то же время изображая их за пределами района жестокими и плохими. Среди его трудов в этой области «Жизнь в тёмном Лондоне», «Подсказка к генералу Буту» (1891), «Социальная проблема, её возможное решение» (1893) и «Рассказ о Шорсдиче» (1896) и другие[28].